# Oláh Zoltán (színművész)
Oláh Zoltán (Téglás, 1890. december 11. – Budapest, 1958. október 3.) színész.

## Családja
Édesapja Oláh Gyula községi főjegyző volt, édesanyja Sáfrány Ilona. Nagyapja Oláh Károly ügyvéd, 1849-ben nemzetőr főhadnagy, később a Debrecen című lap megalapítója és a budapesti Egyetértés című lap főszerkesztője és tulajdonosa, nagybátyja Oláh Károly városi tanácsos.

## Életútja
Családja eredetileg papnak szánta, de korán árván maradt, ezért nem tudta középiskoláit befejezni. Elhatározta hogy színész lesz. 1909-ben elvégezte az Országos Színészegyesület színiiskoláját, majd Zilahy Gyula, akkor a debreceni színház igazgatója, sikeres vendégszereplése után leszerződtette lírai szerelmesnek. Kezdő színészként legnagyobb sikerei William Shakespeare Rómeó és Júliájában, Friedrich Schiller Haramiákjában, Shakespeare A velencei kalmárjában, Henry Bataille Szerelem gyermeke című darabjában és Tóth Kálmán A király házasodik című színművében voltak. Vidéken csak négy évet töltött, 1911–12-ben Szabados László stagione-társulatában lépett fel, 1912–13-ban pedig Szabó Ferenc társulatában szerepelt Nyitrán és Besztercebányán. 1913-ban Tóth Imre, az akkori Nemzeti Színház igazgatója és Ivánfi Jenő főrendező megnézték legjobb szerepében, a Rómeóban és azonnal le is szerződtették szeptember 15-től. 1923-ig volt az intézmény tagja, majd 1927-ben nyugdíjba ment. Halálát szívkoszorúér-rögösödés okozta 1958-ban.
Felesége Németh Anna Róza volt, akivel Aranyosmaróton kötött házasságot 1911-ben.

## Fontosabb szerepei
- Rómeó (Shakespeare: Rómeó és Júlia)
- Bellièvre gróf (Schiller: Stuart Mária)
- Ephraim (Friedrich Hebbel: Judit)